# Christian Bratt
Olof Christian Bratt, född 13 juni 1923 i Bofors, Karlskoga, död 18 oktober 1966 i Bromma, var en svensk skådespelare och sångare. Han är far till Dan Bratt.

## Biografi
Bratt var son till kamreren Karl Axel Bratt och Disa Hilma Sofia Böttiger. Bratt studerade vid den tyske teaterpedagogen Willy Koblancks teaterskola på Skeppargatan i Stockholm och fick sin första mera framträdande roll som den unge Erik Brenner, som slits mellan fotbollen och studierna, i filmen I gult och blått (1942) byggd på Carl-Adam Nycops roman I skottlinjen. Bratt hade också mera framträdande roller i filmerna Rattens musketörer med Thor Modéen och John Botvid (1945) och Kvinnor i väntrum (1946). Han hade senare även roller i filmer som Yngsjömordet (1966) och Nattlek (1966). 
Var huvudrollsinnehavare i Fantasticks på Lilla Teatern 1962
Bratt är begravd på Råcksta begravningsplats.

## Filmografi
- 1941 – Det sägs på stan
- 1941 – Göranssons pojke
- 1941 – Soliga Solberg
- 1942 – I gult och blått
- 1942 – General von Döbeln
- 1942 – Sexlingar
- 1942 – Jacobs stege
- 1942 – Livet på en pinne
- 1942 – Ungdom i bojor
- 1942 – Löjtnantshjärtan
- 1942 – Lågor i dunklet
- 1943 – Ungt blod
- 1943 – En fånge har rymt
- 1944 – Den heliga lögnen
- 1944 – Den osynliga muren
- 1944 – Vår Herre luggar Johansson
- 1945 – Rattens musketörer
- 1946 – Kvinnor i väntrum
- 1947 – Får jag lov, magistern!
- 1948 – Solkatten
- 1949 – Havets son
- 1951 – Dårskapens hus
- 1951 – Frånskild
- 1951 – Sköna Helena
- 1954 – Åsa-Nisse på hal is
- 1954 – Foreign Intrigue (TV-serie)
- 1955 – Så tuktas kärleken
- 1958 – Laila
- 1959 – Mälarpirater
- 1966 – Yngsjömordet
- 1966 – Nattlek
- 1966 – Adamsson i Sverige

## Teater

### Roller (ej komplett)
| År   | Roll                | Produktion | Regi                            | Teater                      |
| ---- | ------------------- | --- | ------------------------------- | --------------------------- |
| 1942 |                     | Svart granit Sekel Nordenstrand                                                                                       | Manne Grünberger                | Folkan                      |
| 1950 | Emile La Flamme     | Rose Marie Rudolf Friml, Herbert Stothart, Otto Harbach och Oscar Hammerstein                                         | Sven Aage Larsen                | Oscarsteatern               |
| 1952 | En annan jude       | De vises sten Pär Lagerkvist                                                                                          | Alf Sjöberg                     | Dramaten                    |
| 1953 | Dick Prewer         | Flodlinjen (The River Line) Charles Morgan                                                                            | Per-Axel Branner                | Nya Teatern                 |
| 1953 | André Monet         | Hennes man (Son mari) Paul Géraldy och Robert Spitzer                                                                 | Palle Granditsky                | Nya Teatern                 |
| 1954 | Al                  | The och sympati (Tea and Sympathy) Robert Anderson                                                                    | Frank Sundström                 | Nya Teatern                 |
| 1955 | File                | Regnmakaren (The Rainmaker) N. Richard Nash                                                                           | Frank Sundström                 | Nya Teaterns folkparksturné |
| 1956 | Freddie Vanderstyut | Romanoff och Juliet (Romanoff and Juliet) Peter Ustinov                                                               | Hans Dahlin                     | Nya Teatern                 |
| 1957 | Golutvin            | En skojares dagbok (На всякого мудреца довольно простоты, Na vsjakogo mudreca dovol’no prostoty) Aleksandr Ostrovskij | Josef Halfen                    | Lilla Teatern               |
| 1959 | Smörblomman         | Irma la Douce Alexandre Breffort och Marguerite Monnot                                                                | Åke Falck                       | Scalateatern                |
| 1960 | Medverkande         | Hagge Geigerts Visby-revy: Ett spel om den väg som till ruinen bär, revy Hagge Geigert                                | Hagge Geigert                   | Borgen, Visby               |
| 1960 | Oberon              | En midsommarnattsdröm (A Midsummer Night's Dream) William Shakespeare                                                 | Sandro Malmquist                | Riksteatern                 |
| 1961 |                     | Fridas visor Birger Sjöberg                                                                                           | Per Sjöstrand                   | Skansens friluftsteater     |
| 1961 | Elie Cardinal       | Tokan (L'Idiote) Marcel Achard                                                                                        | Tom Dan-Bergman                 | Lilla Teatern               |
| 1961 | Berättaren          | Fantasticks (The Fantasticks) Tom Jones och Harvey Schmidt                                                            | Jackie Söderman Tom Dan-Bergman | Lilla Teatern               |
| 1963 | Pirum               | Lås in Era döttrar (Lock Up Your Daughters) Laurie Johnson, Lionel Bart och Bernard Miles                             | Ivo Cramér                      | Oscarsteatern               |

### Fotnoter
1. ↑  ”Christian Bratt”. Svensk Filmdatabas. http://sfi.se/sv/svensk-filmdatabas/Item/?type=PERSON&itemid=61054&ref=%2ftemplates%2fSwedishFilmSearchResult.aspx%3fid%3d1225%26epslanguage%3dsv%26searchword%3dChristian+Bratt%26type%3dPerson%26match%3dBegin%26page%3d1%26prom%3dFalse. Läst 22 oktober 2012.
2. ↑  ”Dan Bratt”. Svensk Filmdatabas. http://sfi.se/sv/svensk-filmdatabas/Item/?type=PERSON&itemid=176479&ref=%2ftemplates%2fSwedishFilmSearchResult.aspx%3fid%3d1225%26epslanguage%3dsv%26searchword%3dDan+Bratt%26type%3dPerson%26match%3dBegin%26page%3d1%26prom%3dFalse. Läst 22 oktober 2012.
3. ↑  Kyrkbok, Karlskoga C:28 (1923-1931)
4. ↑  Myggans nöjeslexikon, vol. 9, uppslagsord 'Koblanck', Bra böcker, Höganäs 1991
5. ↑  Se nr 40, 1942, Åhlén & Åkerlund, Stockholm
6. ↑  ”Lilla teatern Stockholm”. www.abm.se. https://www.abm.se/leopolds/Teatrar.Lilla.teatern.Stockholm.html. Läst 20 september 2024.
7. ↑  Bratt, Olof Christian på SvenskaGravar.se
8. ↑  ”Dramatikerstudion börjar igen”. Dagens Nyheter:  s. 13. 11 oktober 1942. http://arkivet.dn.se/arkivet/tidning/1942-10-11/276/13. Läst 27 mars 2016.
9. ↑  ”Rose Marie”. Musikverket. http://calmview.musikverk.se/CalmView/Record.aspx?src=CalmView.Performance&id=PERF28682&pos=130. Läst 10 juni 2015.
10. ↑  ”Flodlinjen”. Musik- och Teaterbiblioteket. https://calmview.musikverk.se/CalmView/Record.aspx?src=CalmView.Performance&id=PERF14206&pos=1004. Läst 13 juli 2025.
11. ↑  ”Hennes man”. Musik- och Teaterbiblioteket. https://calmview.musikverk.se/CalmView/Record.aspx?src=CalmView.Performance&id=PERF14210&pos=1006. Läst 13 juli 2025.
12. ↑  Sven Barthel (30 september 1953). ”Géraldy på Nyan”. Dagens Nyheter:  s. 12. https://arkivet.dn.se/tidning/1953-09-30/11161-264/12. Läst 13 juli 2025.
13. ↑  ”The och sympati”. Musik- och Teaterbiblioteket. https://calmview.musikverk.se/CalmView/Record.aspx?src=CalmView.Performance&id=PERF14219&pos=1011. Läst 14 juli 2025.
14. ↑  Barbro Hähnel (10 september 1954). ”Te och sympati”. Dagens Nyheter:  s. 16. https://arkivet.dn.se/tidning/1954-09-10/11161-245/16. Läst 14 juli 2025.
15. ↑  ”Regnmakaren”. Musik- och Teaterbiblioteket. https://calmview.musikverk.se/CalmView/Record.aspx?src=CalmView.Performance&id=PERF14240&pos=1017. Läst 15 juli 2025.
16. ↑  Barbro Hähnel (9 juni 1955). ”Turnépremiär på 'Regnmakaren'”. Dagens Nyheter:  s. 14. https://arkivet.dn.se/tidning/1955-06-09/11161-153/14. Läst 15 juli 2025.
17. ↑  ”Romanoff och Juliet”. Musik- och Teaterbiblioteket. https://calmview.musikverk.se/CalmView/Record.aspx?src=CalmView.Performance&id=PERF14250&pos=1023. Läst 16 juli 2025.
18. ↑  Ebbe Linde (18 oktober 1956). ”Romanoff och Juliet”. Dagens Nyheter:  s. 14. https://arkivet.dn.se/tidning/1956-10-18/11164-284/14. Läst 16 juli 2025.
19. ↑  ”En skojares dagbok : skriven av honom själv”. Musik- och Teaterbiblioteket. https://calmview.musikverk.se/CalmView/Record.aspx?src=CalmView.Performance&id=PERF14292&pos=35. Läst 17 juli 2025.
20. ↑  Ebbe Linde (11 september 1957). ”En skojares dagbok”. Dagens Nyheter:  s. 10. https://arkivet.dn.se/tidning/1957-09-11/11164-247/10. Läst 17 juli 2025.
21. ↑  ”Irma la Douce”. Dagens Nyheter:  s. 14. 30 oktober 1959. http://arkivet.dn.se/arkivet/tidning/1959-10-30/295/14. Läst 22 augusti 2015.
22. ↑  ”Sommarrevy i Visby”. Dagens Nyheter:  s. 10. 6 juli 1960. http://arkivet.dn.se/arkivet/tidning/1960-07-06/180/10. Läst 21 januari 2016.
23. ↑  Ebbe Linde (19 september 1960). ”En midsommarnattsdröm”. Dagens Nyheter:  s. 16. Arkiverad från originalet den 25 september 2017. https://web.archive.org/web/20170925205657/https://cached-images.bonnier.news/swift/kb-archive-dn-web/helbild-dagens-nyheter-mandag-19-september-1960-sida-16_1950.jpeg. Läst 8 december 2021.
24. ↑  ”Frida möter fröken Gisslander”. Dagens Nyheter:  s. 15. 20 maj 1961. http://arkivet.dn.se/arkivet/tidning/1961-05-20/134/15. Läst 19 mars 2016.
25. ↑  ”'Tokan' får ny domare”. Dagens Nyheter:  s. 10. 17 augusti 1961. https://arkivet.dn.se/tidning/1961-08-17/11165-221/10. Läst 19 juli 2025.
26. ↑  ”Fantasticks”. Musik- och Teaterbiblioteket. https://calmview.musikverk.se/CalmView/Record.aspx?src=CalmView.Performance&id=PERF14436&pos=47. Läst 19 juli 2025.
27. ↑  Barbro Hähnel (23 november 1961). ”Lillans amerikanska musical”. Dagens Nyheter:  s. 16. https://arkivet.dn.se/tidning/1961-11-23/11165-318/16. Läst 19 juli 2025.
28. ↑  Folke Hähnel (22 februari 1963). ”Oscars: Sedesam våldtäktsmusical”. Dagens Nyheter:  s. 18. http://arkivet.dn.se/arkivet/tidning/1963-02-22/52/18. Läst 31 augusti 2015.